# Березовий гай (урочище)
Заповідне урочище «Березовий гай» — колишній об'єкт природно-заповідного фонду Рівненської області.
Заповідне урочище розташовувалося в Дубенському держлісгоспі, Радивілівське лісництво, квартал 117, вид. 2. (Радивилівський район). Площа — 1,8 га. Утворене 1993 року.
Об'єкт скасований рішенням Рівненської обласної ради № 322 від 5 березня 2004 року «Про розширення та впорядкування мережі природно-заповідного фонду області».. Зазначена причина скасування — відсутність на ділянці березового насадженя.